# Bland vildar och vilda djur
Bland vildar och vilda djur är en svensk stumfilm från 1921 i regi av Oscar Olsson. Filmen spelades in på olika platser i Östafrika mellan åren 1919 och 1921.

### Fotnoter
1. ↑  ”Bland vildar och vilda djur”. Svensk Filmdatabas. http://sfi.se/sv/svensk-filmdatabas/Item/?itemid=3522&type=MOVIE&iv=Basic&ref=/templates/SwedishFilmSearchResult.aspx?id%3d1225%26epslanguage%3dsv%26searchword%3dbland+vildar+och+vilda+djur%26type%3dMovieTitle%26match%3dBegin%26page%3d1%26prom%3dFalse. Läst 25 mars 2013.